# Барнабаш Варга
Барнабаш Варга (мађ. Varga Barnabás; Сомбатхељ, 25. октобар 1994) је мађарски професионални фудбалер који игра за фудбалски клуб Ференцварош у првој лиги националног првенства и репрезентацију Мађарске као нападач.

## Каријера

### Клуб
Варга је постао најбољи стрелац националног првенства Мађарске у сезони 2022/23, са 26 постигнутих голова на 31 утакмици утакмице за Пакш. Дана 1. јуна 2023. прешао је у тадашњег браниоца титуле, Ференцварош.
Дана 6. августа 2023. постигао је свој први гол за Ференцварош у сезони 2023/24. националног првенства против Фехервара на стадиону Шошто.
Дана 27. августа 2023. постигао је хет-трик у победи над Пакши ФЦом резултатом 6 : 1 у петом колу прве сезоне националног првенства 2023/24.

### Репрезентација
Варга је 27. марта 2023. први пут наступио као замена за репрезентацију Мађарске у квалификационој утакмици за УЕФА Евро против Бугарске. Три утакмице касније, постигао је свој први гол у трећој утакмици групне фазе квалификација против Литваније.
7. септембра 2023. постигао је први гол Мађарске у победи од 2 : 1 над фудбалском репрезентацијом Србије у квалификационој утакмици за Европско првенство 2024. на стадиону Рајко Митић у Београду, Србија.

## Статистика

### Репрезентативна
Ажурирано утакмице игране до 17. октобра 2023
Скор и резултати прво наводе укупан број голова Мађарске, колона са резултатом показује резултат након сваког гола Варге.
| Бр. | Датум              | Стадион                                     | Противник | Скор  | Резултат | Такмичење          |
| --- | ------------------ | ------------------------------------------- | --------- | ----- | -------- | ------------------ |
| 1   | 20. јун 2023.      | Пушкаш арена, Будимпешта, Мађарска          | Литванија | 1 : 0 | 2 : 0    | Квал. за ЕУРО 2024 |
| 2   | 7. септембар 2023, | Рајко Митић, Београд, Србија                | Србија    | 1 : 1 | 2 : 1    | Квал. за ЕУРО 2024 |
| 3   | 14. октобар 2023.  | Пушкаш арена, Будимпешта, Мађарска          | Србија    | 1 : 0 | 2 : 1    | Квал. за ЕУРО 2024 |
| 4   | 17. октобар 2023.  | Стадион Дариус и Гиренас, Каунас, Литванија | Литванија | 2 : 2 | 2 : 2    |                    |